# San Jerónimo, Amatenango de la Frontera
San Jerónimo är en ort i Mexiko.   Den ligger i kommunen Amatenango de la Frontera och delstaten Chiapas, i den sydöstra delen av landet, 900 km sydost om huvudstaden Mexico City. San Jerónimo ligger 739 meter över havet och antalet invånare är 189.
Terrängen runt San Jerónimo är kuperad åt nordväst, men åt sydost är den bergig. Runt San Jerónimo är det ganska tätbefolkat, med 100 invånare per kvadratkilometer. Närmaste större samhälle är Frontera Comalapa, 9,9 km väster om San Jerónimo. I omgivningarna runt San Jerónimo växer i huvudsak städsegrön lövskog.